# جورجي كوفاشيف
جورجي كوفاشيف (بالبلغارية: Георги Ковачев)‏ هو لاعب كرة قدم بلغاري في مركز الوسط، ولد في 24 فبراير 1980 في فيليكو ترنوفو في بلغاريا. لعب مع أكاداميك صوفيا وليفسكي صوفيا ونادي سبارتاك بليفين ونادي سبارتاك فارنا.

## وصلات خارجية
- جورجي كوفاشيف على موقع قاعدة بيانات كرة القدم.إي يو (الإنجليزية)